# 德国旧社会民主党
德国旧社会民主党（德語：Alte Sozialdemokratische Partei Deutschlands，缩写为ASPD），1927年以前又称萨克森旧社会民主党（Alte Sozialdemokratische Partei Sachsens），是德国历史上的一个政党。该党是从德国社会民主党萨克森州分支分裂出来的具有民族主义倾向的团体。尽管该党没能成为群众性政党，但在1920年代晚期的萨克森州政治中发挥重要作用。